# Savage (cratère)
Pour les articles homonymes, voir Savage.
Savage est un cratère d'impact présent sur la surface de Mercure. 

## Présentation
Le cratère fut ainsi nommé par l'Union astronomique internationale en 2013 en hommage à la sculptrice américaine Augusta Savage. 
Son diamètre est de 93 km. Il se situe dans le quadrangle d'Eminescu (quadrangle H-9) de Mercure.